# Witold Zembaczyński
Witold Maciej Zembaczyński (ur. 28 grudnia 1980 w Opolu) – polski polityk, przedsiębiorca i samorządowiec, poseł na Sejm VIII, IX i X kadencji, wiceprzewodniczący Nowoczesnej.

## Życiorys

### Wykształcenie i działalność zawodowa
Ukończył politologię na Uniwersytecie Opolskim. Został też absolwentem studiów podyplomowych Executive MBA w Collegium Humanum.
Do 2006 pracował w branży sportowej, później zajął się własną działalnością gospodarczą (m.in. prowadził naleśnikarnię). Od 2011 zatrudniony m.in. w GK Kęty, a także jako kierownik działu sprzedaży. W 2014 został menedżerem w Opolskim Budowlanym Centrum Biznesu, a w 2015 kierownikiem pływalni Wodna Nuta.

### Działalność polityczna i społeczna
Działał w Platformie Obywatelskiej. Był wiceprezesem stowarzyszenia „Opole na Tak”, w latach 2015–2017 pełnił funkcję prezesa tej organizacji. W 2014 został wybrany na radnego Opola z ramienia komitetu wyborczego zorganizowanego przez Arkadiusza Wiśniewskiego. Stanął następnie na czele klubu radnych tego ugrupowania.
W wyborach parlamentarnych w 2015 kandydował do Sejmu w okręgu opolskim z pierwszego miejsca na liście Nowoczesnej Ryszarda Petru, uzyskując mandat posła VIII kadencji. 22 lipca 2016 został członkiem komisji śledczej ds. Amber Gold. Na początku stycznia 2018 został natomiast wiceprzewodniczącym Nowoczesnej.
W wyborach w 2019 kandydował z pierwszego miejsca na liście Koalicji Obywatelskiej do Sejmu w okręgu opolskim. Uzyskał poselską reelekcję, otrzymując 40 022 głosy. Był to najlepszy indywidualny wynik w okręgu, począwszy od jego utworzenia w 2001.
Wkrótce po rozpoczęciu przez Rosję inwazji na Ukrainę w 2022 zaangażował się w działalność humanitarną na rzecz Ukraińców. Wyjeżdżał na Ukrainę (po raz pierwszy do Winnicy) autobusem z pomocą humanitarną, zabierając w drodze powrotnej do Polski uchodźców. Brał udział w zorganizowaniu ewakuacji około tysiąca osób. W styczniu 2023 wraz z kilkoma innymi posłami opozycji uczestniczył w misji pomocowej, w ramach której do znajdującego się na linii frontu Bachmutu dostarczono m.in. kilkanaście dronów rozpoznawczych.
W wyborach w 2023 po raz trzeci z rzędu uzyskał mandat poselski (z wynikiem 23 647 głosów). W styczniu 2024 powołany w skład sejmowej komisji śledczej ds. wykorzystania oprogramowania Pegasus.

## Wyniki w wyborach ogólnopolskich
| Wybory | Komitet wyborczy | Komitet wyborczy     | Organ              | Okręg | Wynik          |
| ------ | ---------------- | -------------------- | ------------------ | ----- | -------------- |
| 2015   |                  | Nowoczesna           | Sejm VIII kadencji | nr 21 | 12 699 (3,75%) |
| 2019   |                  | Koalicja Obywatelska | Sejm IX kadencji   | nr 21 | 40 022 (9,85%) |
| 2023   | Sejm X kadencji  | Koalicja Obywatelska | 23 647 (4,93%)     | nr 21 |                |

## Życie prywatne
Syn Ryszarda Zembaczyńskiego, wojewody opolskiego i prezydenta Opola.
Zajmował się nurkowaniem, został instruktorem nurkowania SDI-TDI, pisał artykuły do miesięcznika „Magazyn Nurkowanie”. W 2004 ustanowił rekord Polski w nurkowaniu technicznym w obiegu zamkniętym, nurkując na głębokość 131 metrów w kanionie na wyspie Small Giftun na Morzu Czerwonym. Uczestniczył w różnych ekspedycjach nurkowych, m.in. w pierwszej ekspedycji nurkowej do wraku niemieckiego transportowca SS „General von Steuben”.

## Odznaczenia
- Biały Krzyż „Honor et Gloria” – Ukraina, 2023[11][21][22][23]